# Nederland op het Eurovisiesongfestival 1961
Nederland nam deel aan het Eurovisiesongfestival 1961 in Cannes, Frankrijk. Het was de zesde deelname van het land op het Eurovisiesongfestival. De NTS was verantwoordelijk voor de Nederlandse bijdrage.

## Selectieprocedure

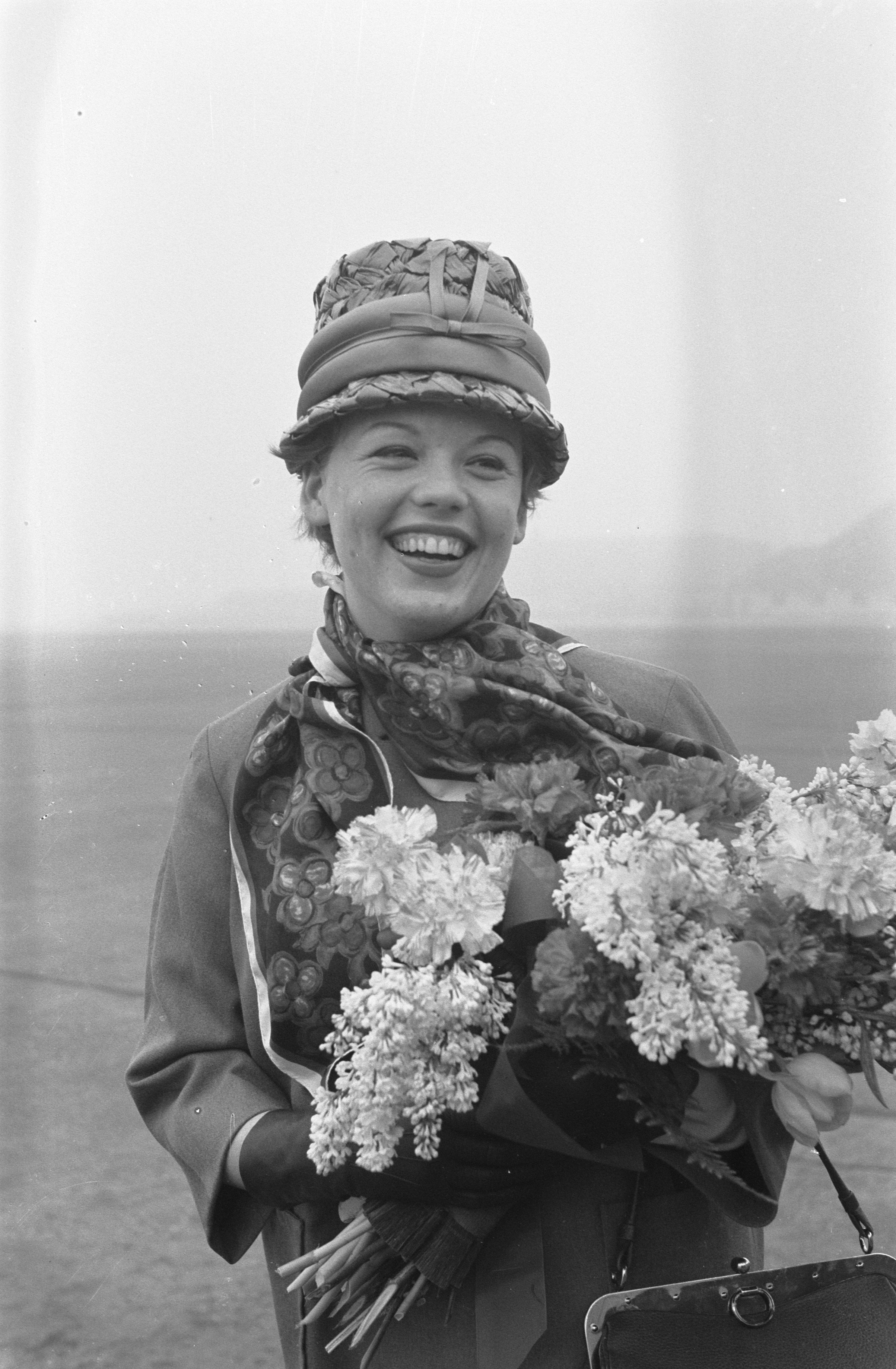
Greetje Kauffeld onderweg naar het Eurovisiesongfestival in Cannes.

In 1961 werd geen Nationaal Songfestival gehouden omwille van een staking van het orkest. Het was de eerste keer dat het Nederlandse lied niet via een nationale finale werd gekozen. Greetje Kauffeld werd aangewezen om Nederland te vertegenwoordigen op het festival. Kauffeld deed in 1958, 1959 en 1960 ook al mee aan het Nationaal Songfestival. Er werd voor haar intern een lied gezocht. De commissie koos voor een melodie van Dick Schallies, die in 1959 en 1960 ook tekende voor de Nederlandse bijdrage op het Eurovisiesongfestival. Bij de melodie koos de commissie de tekstbijdrage van Pieter Goemans: Wat een dag. Kauffeld was niet echt tevreden met de tekst en ze heeft het lied nooit uitgebracht op single.

## In Cannes
In Cannes was Greetje Kauffeld als zesde van zestien deelnemers aan de beurt, na Joegoslavië en voor Zweden, het orkest stond onder leiding van Dolf van der Linden. Aan het einde van de puntentelling stond Nederland op een gedeelde tiende plaats met zes punten. Nederland deelde die plaats met Finland en Monaco.
1956 · 1957 · 1958 · 1959 · 1960 · 1961 · 1962 · 1963 · 1964 · 1965 · 1966 · 1967 · 1968 · 1969 · 1970 · 1971 · 1972 · 1973 · 1974 · 1975 · 1976 · 1977 · 1978 · 1979 · 1980 · 1981 · 1982 · 1983 · 1984 · 1985 · 1986 · 1987 · 1988 · 1989 · 1990 · 1991 · 1992 · 1993 · 1994 · 1995 · 1996 · 1997 · 1998 · 1999 · 2000 · 2001 · 2002 · 2003 · 2004 · 2005 · 2006 · 2007 · 2008 · 2009 · 2010 · 2011 · 2012 · 2013 · 2014 · 2015 · 2016 · 2017 · 2018 · 2019 · 2020 · 2021 · 2022 · 2023 · 2024 · 2025
België · Denemarken · Finland · Frankrijk · Italië · Joegoslavië · Luxemburg · Monaco · Nederland · Noorwegen · Oostenrijk · Spanje · Verenigd Koninkrijk · West-Duitsland · Zweden · Zwitserland